# Woodinville
|  | Dieser Artikel wurde aufgrund von inhaltlichen Mängeln auf der Qualitätssicherungsseite des Projektes USA eingetragen. Hilf mit, die Qualität dieses Artikels auf ein akzeptables Niveau zu bringen, und beteilige dich an der Diskussion! Folgende Mängel sollten behoben werden, bevor diese Markierung entfernt werden kann: Deutlich zu wenig Inhalt. |

Woodinville ist eine Kleinstadt im King County im US-Bundesstaat Washington. Sie ist Teil der Metropolregion Seattle. Bei der Volkszählung 2020 wurde eine Einwohnerzahl von 13.069 ermittelt.
Vom 25. bis 28. Juli 1969 fand hier das Seattle Pop Festival mit Auftritten etwa von Chuck Berry, The Doors, Led Zeppelin, Santana, Ten Years After, Ike & Tina Turner oder Alice Cooper statt.

## Geschichte
Vor der Besiedlung des Gebiets von Woodinville durch europäische Auswanderer gehörte das Land den einheimischen Samish, einer zu den Küsten-Salish gehörenden Gruppe indigener Ethnien, die Teile der Pazifikküste Nordamerikas im Raum Washington bewohnte.
Susan Woodin und ihr Ehemann Ira zogen aus Seattle an den Sammamish River, bauten dort eine Hütte und züchteten Nutzvieh und lebten von der Holzfällerei; eine Ansiedlung entwickelte sich allmählich um sie herum. Ihre Hütte diente als erste Schule und Post, und Susan Woodin wurde zur Postmeisterin ernannt; Ira Woodin und sein Schwiegersohn Thomas Sanders errichteten später den ersten Gemischtwarenladen.
Wie in anderen nahe gelegenen Städten begann Woodinville als Holzfällergemeinde und entwickelte sich im frühen 20. Jahrhundert zu einem landwirtschaftlichen Zentrum. Nach dem Zweiten Weltkrieg entwickelte sich Woodinville zu einem Vorort von Seattle. 1969 traten Rockbands wie Led Zeppelin und The Guess Who beim Seattle Pop Festival im Gold Creek Park von Woodinville auf.
Das Wachstum des benachbarten Bothell führte in den frühen 1990er Jahren zu Überlegungen, Woodinville Bothell anzuschließen. Die Bewohner von Woodinville stimmten 1992 für dessen Gründung, die am 31. März 1993 offiziell erfolgte.

## Persönlichkeiten
- Brooke Butler (* 1989), Schauspielerin
- Alma Manaʻo (* 1994), amerikanisch-samoanische Fußballspielerin
- Andre Dillard (* 1995), American-Football-Spieler
- Rielly Milne (* 1996), Rudersportler

## Quellnachweise
1. ↑  www.ci.woodinville.wa.us. (abgerufen am 22. Juli 2024).
2. ↑  U.S. Census Bureau QuickFacts: Woodinville city, Washington. Abgerufen am 27. Februar 2022 (englisch).
3. ↑  Clara Woodin Ernst: Pioneers Now and Then. Metropolitan Press, 1955 (englisch).